# 荒川泓
荒川 泓（あらかわ きよし、1926年 - ）は、日本の化学者、北海道大学名誉教授。
岐阜県生まれ。1952年東北大学理学部化学科卒。1962年「熱可逆性ゲルのレオロジー的性質に関する研究」で東京大学理学博士。富士電機勤務、静岡大学助教授、北海道大学理学部応用電気科助教授、教授、90年定年退官、名誉教授。

## 著書
- 『近代科学技術の成立』北海道大学図書刊行会 1973
- 『水・水溶液系の構造と物性』北海道大学図書刊行会 1989
- 『日本の技術発展再考』海鳴社 叢書:技術文明を考える 1991
- 『4°Cの謎 水の本質を探る』北海道大学図書刊行会 1992
- 『エネルギー・3つの鍵 経済・技術・環境と2030年への展望』北海道大学図書刊行会 1996

共著
- 『現代科学の形成と論理 物理科学を中心に』秋間実共著 大月書店 1979

### 翻訳
- マーガレット・アーリク『男装の科学者たち ヒュパティアからマリー・キュリーへ』上平初穂,上平恒共訳 北海道大学図書刊行会 1999

## 論文
- Cinii

## 注
1. ↑  『日本の技術発展再考』著者紹介